# Урусевская, Инга Сергеевна
Инга Сергеевна Урусевская (род. 1933) — советский и российский почвовед-агрохимик, учёный и педагог в области географии и биологии, доктор биологических наук   (1991), профессор (1995). Заслуженный профессор МГУ (2007). Член Всесоюзного общества почвоведов при АН СССР (с 1976 года). Лауреат Государственной премии Российской Федерации в области науки и техники (2001).

## Биография
Родилась 8 июля 1933 года в Москве в семье режиссёров Сергея Павловича Урусевского и Беллы Мироновны Фридман.
С 1951 по 1956 год обучалась на Биолого-почвенном  факультете МГУ, с 1959 по 1963 год обучалась в аспирантуре при этом факультете. С 1963 года на педагогической работе на Факультете почвоведения МГУ, преподаватель, доцент и с 1993 года — профессор кафедры географии почв этого факультета. Так же читала курс, вела спецкурс и спецсеминары по географии почв и почвоведению на биологическом и геологическом факультетах МГУ.
В 1963 году И. С. Урусевская защитила диссертацию на соискание учёной степени кандидат биологических наук по теме: «Серые лесные почвы центральных районов Калужской области», в 1991 году — доктор биологических наук по теме: «География почв и почвенно-географическое районирование Нечернозёмной зоны РСФСР».  В 1972 году приказом ВАК ей было присвоено учёное звание доцент, в 1995 году — профессор по кафедре географии почв. В 2007 году была удостоена почётного звания Заслуженный профессор МГУ.

## Научно-педагогическая работа
Основные научные работы И. С. Урусевской связаны с вопросами в области географии почв и почвенно-географического районирования. Основная библиография: учебник «География почв» (1984). «Почвы и культурно-историческое наследие островов Соловецкого архипелага» (2012), «Антропогенно-преобразованные почвы островных средневековых монастырей таёжно-лесной зоны России» (2014), в том числе монографий: «География почв и почвенное районирование Центрального экономического района СССР» (1972), «Почвенно-геологические условия Нечерноземья» (1984). Карт: «Почвенно-географическое районирование СССР для высших учебных заведений» (М 1:8000000, 1983), «Карта почвенно-географического районирования Нечернозёмной зоны РСФСР» (М 1:1500000, 1984), «Почвенно-экологическое районирование Восточно-Европейской равнины» (М 1:2500000, 1997), «Карта почвенно-экологического районирования российской федерации» (М 1:8 000 000, 2019), «Карта почвенно-экологического районирования Российской Федерации» (М 1:2500000, 2013). Атласов: «Национальный атлас Арктики» (2017), «Единый государственный реестр почвенных ресурсов России. Версия 1.0» (2014), «Национальный атлас почв Российской Федерации» (2011). С 1976 года была членом Всесоюзного общества почвоведов при АН СССР и с 1988 года член диссертационного совета МГУ в области биологических наук. Она автор более 200 научных трудов, ей было опубликовано 223 статьи в научных журналах и выполнено 18 научно-исследовательских работ .
В 1984 году за цикл работ «Почвенно-географическое районирование как научное направление и основа рационального использования земельных ресурсов» была удостоена Премии имени М. В. Ломоносова. 
5 августа 2002 года За цикл работ «Функционально-экологические основы изучения, охраны, повышения плодородия почв и рационального использования почвенных ресурсов» И. С. Урусевская была удостоена Государственной премии Российской Федерации.

## Награды
- Государственная премия Российской Федерации (2001 — за создание «Атласа снежно-ледовых ресурсов мира»)[6]
- Премия имени М. В. Ломоносова (1984)[3]
- Премия имени В. Р. Вильямса (1985 — за монографию «География почв»)[7]
- Почётный работник высшего профессионального образования Российской Федерации (2004)[5]